# Cascades Canim
Les cascades Canim són unes cascades del riu Canim situades entre el llac Canim i el llac Mahood, a la regió de Cariboo de la Colúmbia Britànica (Canadà).
Té una alçaria de 25 m. Les cascades han erosionat constantment aigües amunt i han creat una gorja llarga de 4 km tallada en un altiplà de lava associat al camp volcànic de Wells Grey-Clearwater. Les cascades Canim es troben dins del límit del parc provincial Wells Gray.
Un camí des de la carretera del llac Mahood condueix fins a les cascades Canim i a prop de les cascades Mahood.
«Canim» significa un tipus de canoa de grans dimensions a la llengua chinook jargon.